# Snooker Shoot-Out 2015
Das Betway Snooker Shoot-Out 2015 war ein Snooker-Einladungsturnier der Main Tour der Saison 2014/15, das vom 4. bis 6. März 2015 in der Circus Arena in Blackpool in England ausgetragen wurde.
Titelverteidiger war der Waliser Dominic Dale, der diesmal aber schon im Auftaktspiel unterlag. Turniersieger wurde sein Landsmann Michael White, der das Finale gegen den Chinesen Xiao Guodong mit 54:48 gewann.

## Preisgeld
Das Preisgeld blieb zum Vorjahr unverändert. Der Gewinn floss nicht in die Berechnung der Snookerweltrangliste ein.
|                 | Preisgeld |
| --------------- | --------- |
| Sieger          | 32.000 £  |
| Finalist        | 16.000 £  |
| Halbfinalist    | 8000 £    |
| Viertelfinalist | 4000 £    |
| Achtelfinalist  | 2000 £    |
| Letzten 32      | 1000 £    |
| Letzten 64      | 500 £     |
| Höchstes Break  | 2000 £    |
| Insgesamt       | 130.000 £ |

## Spielplan
Die Partien der ersten Runde wurden am 12. Februar 2015 ausgelost. Anders als bei den meisten Snookerturnieren wird beim Snooker Shoot-Out 2015 jede Runde neu ausgelost.

### 1. Runde
Die Spiele der 1. Runde fanden am 4. und 5. März in 2 Sessions statt. Das 16:10 in der Partie von Peter Ebdon gegen Gary Wilson stellt einen Minusrekord in der Gesamtpunktzahl bei den Shoot-Out-Turnieren dar. Dabei kamen sogar acht Breaks zustande, viermal wurde aber nur eine rote Kugel gelocht.
| Spieler 1          | Ergebnis | Spieler 2        |
| ------------------ | -------- | ---------------- |
| Luca Brecel        | 65:20    | Dominic Dale     |
| Matthew Selt       | 23:69    | Judd Trump       |
| Rory McLeod        | 49:21    | Nigel Bond       |
| Shaun Murphy       | 66:6     | Jamie Burnett    |
| Alan McManus       | 18:58    | Anthony Hamilton |
| Joe Swail          | 50:53    | Barry Hawkins    |
| Mark Joyce         | 34:46    | Jamie Jones      |
| Stephen Maguire    | 9:53     | Sam Baird        |
| Tom Ford           | 71:37    | Jack Lisowski    |
| Graeme Dott        | 77:13    | Jimmy Robertson  |
| Rod Lawler         | 75:25    | Gerard Greene    |
| John Higgins       | 0:123    | Mark Williams    |
| Fraser Patrick     | 61:52    | Mark Davis       |
| Joe Perry          | 51:30    | Mike Dunn        |
| Marcus Campbell    | 1:76     | Chris Wakelin    |
| Dechawat Poomjaeng | 36:61    | Jimmy White      |

| Spieler 1          | Ergebnis | Spieler 2         |
| ------------------ | -------- | ----------------- |
| Mark Selby         | 19:52    | Anthony McGill    |
| Ken Doherty        | 17:77    | Alfie Burden      |
| Aditya Mehta       | 69:54    | Noppon Saengkham  |
| Thepchaiya Un-Nooh | 0:104    | Mark Allen        |
| Kyren Wilson       | 36:27    | Kurt Maflin       |
| David Morris       | 78:0     | Matthew Stevens   |
| Peter Ebdon        | 16:10    | Gary Wilson       |
| Martin Gould       | 62:11    | David Gilbert     |
| Xiao Guodong       | 59:48    | Peter Lines       |
| Allister Carter    | 21:9     | Mark King         |
| Andrew Higginson   | 0:94     | Ricky Walden      |
| Jamie Cope         | 23:69    | Ben Woollaston    |
| Stuart Bingham     | 65:8     | Fergal O’Brien    |
| Michael Holt       | 77:0     | Ryan Day          |
| Robert Milkins     | 0:75     | Michael White     |
| Dave Harold        | 16:81    | Ronnie O’Sullivan |

### 2. Runde
Die 2. Runde fand am 5. März in der Abendsession statt.
| Spieler 1         | Ergebnis | Spieler 2      |
| ----------------- | -------- | -------------- |
| Jamie Jones       | 42:38    | Stuart Bingham |
| Joe Perry         | 40:9     | Luca Brecel    |
| Ronnie O’Sullivan | 0:55     | Tom Ford       |
| Martin Gould      | 117:0    | Rory McLeod    |
| Sam Baird         | 56:51    | Ricky Walden   |
| Alfie Burden      | 52:38    | Fraser Patrick |
| Barry Hawkins     | 89:4     | Anthony McGill |
| Michael White     | 40:17    | Judd Trump     |

| Spieler 1        | Ergebnis | Spieler 2    |
| ---------------- | -------- | ------------ |
| Jimmy White      | 1:71     | Kyren Wilson |
| Graeme Dott      | 16:60    | Rod Lawler   |
| Anthony Hamilton | 42:77    | Shaun Murphy |
| Xiao Guodong     | 68:0     | Mark Allen   |
| Chris Wakelin    | 11:55    | David Morris |
| Ben Woollaston   | 55:10    | Aditya Mehta |
| Allister Carter  | 15:48    | Michael Holt |
| Mark Williams    | 75:17    | Peter Ebdon  |

### Achtelfinale
Das Achtelfinale wurde am Freitag, den 6. März in der Nachmittagssession ausgetragen.
| Spieler 1    | Ergebnis | Spieler 2      |
| ------------ | -------- | -------------- |
| Kyren Wilson | 62:5     | Barry Hawkins  |
| Martin Gould | 4:105    | Shaun Murphy   |
| Alfie Burden | 88:0     | Sam Baird      |
| Joe Perry    | 24:35    | Ben Woollaston |

| Spieler 1    | Ergebnis | Spieler 2     |
| ------------ | -------- | ------------- |
| Tom Ford     | 16:107   | Michael White |
| Jamie Jones  | 50:12    | Mark Williams |
| Xiao Guodong | 64:8     | David Morris  |
| Michael Holt | 83:0     | Rod Lawler    |

### Viertelfinale
Vom Viertelfinale bis zur Finalentscheidung wurden alle Partien am Freitagabend gespielt.
| Spieler 1     | Ergebnis | Spieler 2      |
| ------------- | -------- | -------------- |
| Michael White | 84:8     | Ben Woollaston |
| Jamie Jones   | 22:10    | Shaun Murphy   |

| Spieler 1    | Ergebnis | Spieler 2    |
| ------------ | -------- | ------------ |
| Kyren Wilson | 71:0     | Michael Holt |
| Xiao Guodong | 83:0     | Rod Lawler   |

### Halbfinale
| Spieler 1   | Ergebnis | Spieler 2    |
| ----------- | -------- | ------------ |
| Jamie Jones | 18:19    | Xiao Guodong |

| Spieler 1    | Ergebnis | Spieler 2     |
| ------------ | -------- | ------------- |
| Kyren Wilson | 53:76    | Michael White |

### Finale
Xiao Guodong führte kurz vor Schluss bereits 48:39 und vergab dann nach einem Safe-Fehler von Michael White eine rote Kugel. Daraufhin drehte der Waliser die Partie mit dem letzten Stoß vor Ablauf der Spielzeit.
| Spieler 1    | Ergebnis | Spieler 2     |
| ------------ | -------- | ------------- |
| Xiao Guodong | 48:54    | Michael White |

## Century Breaks
- Martin Gould | 116[4]
- Shaun Murphy | 105[4]